# Schmalz

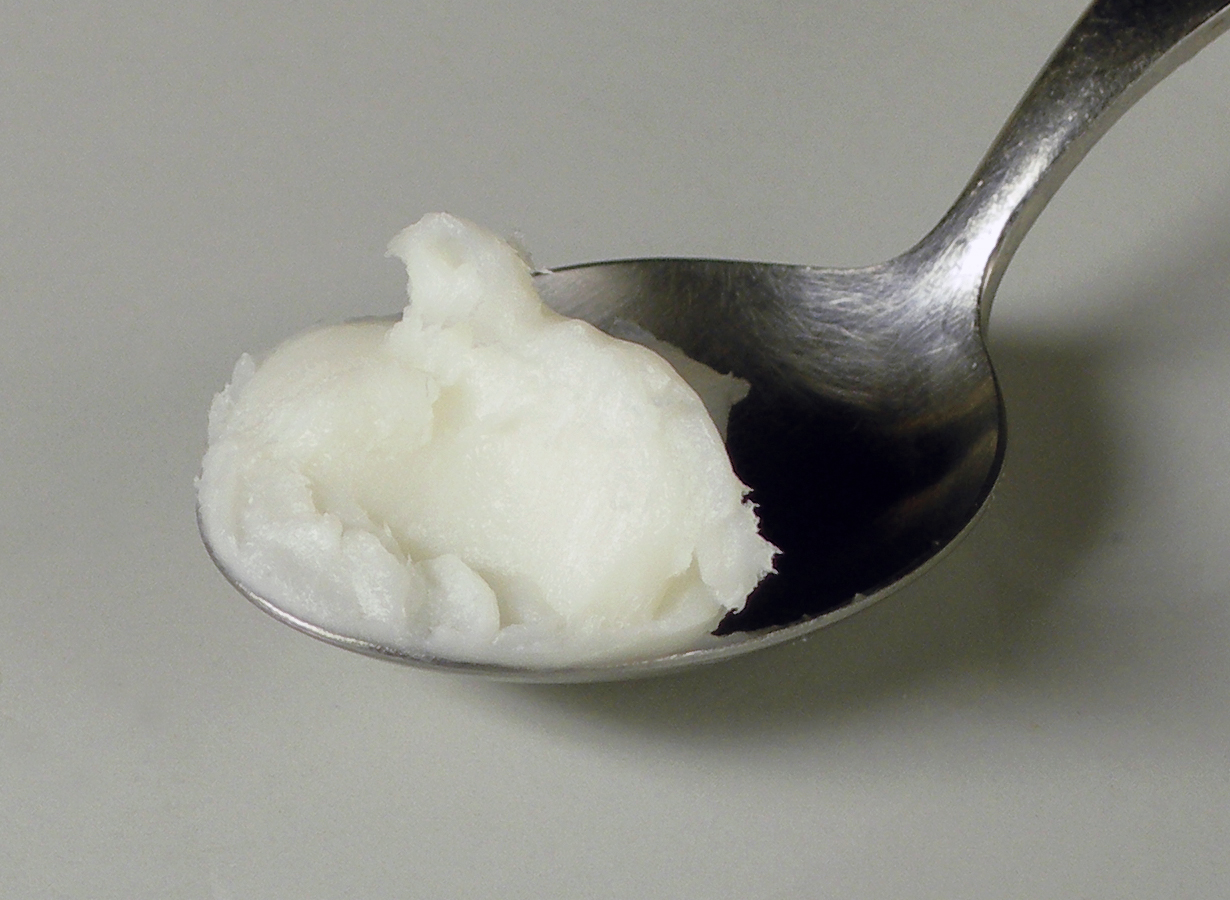
Schweineschmalz

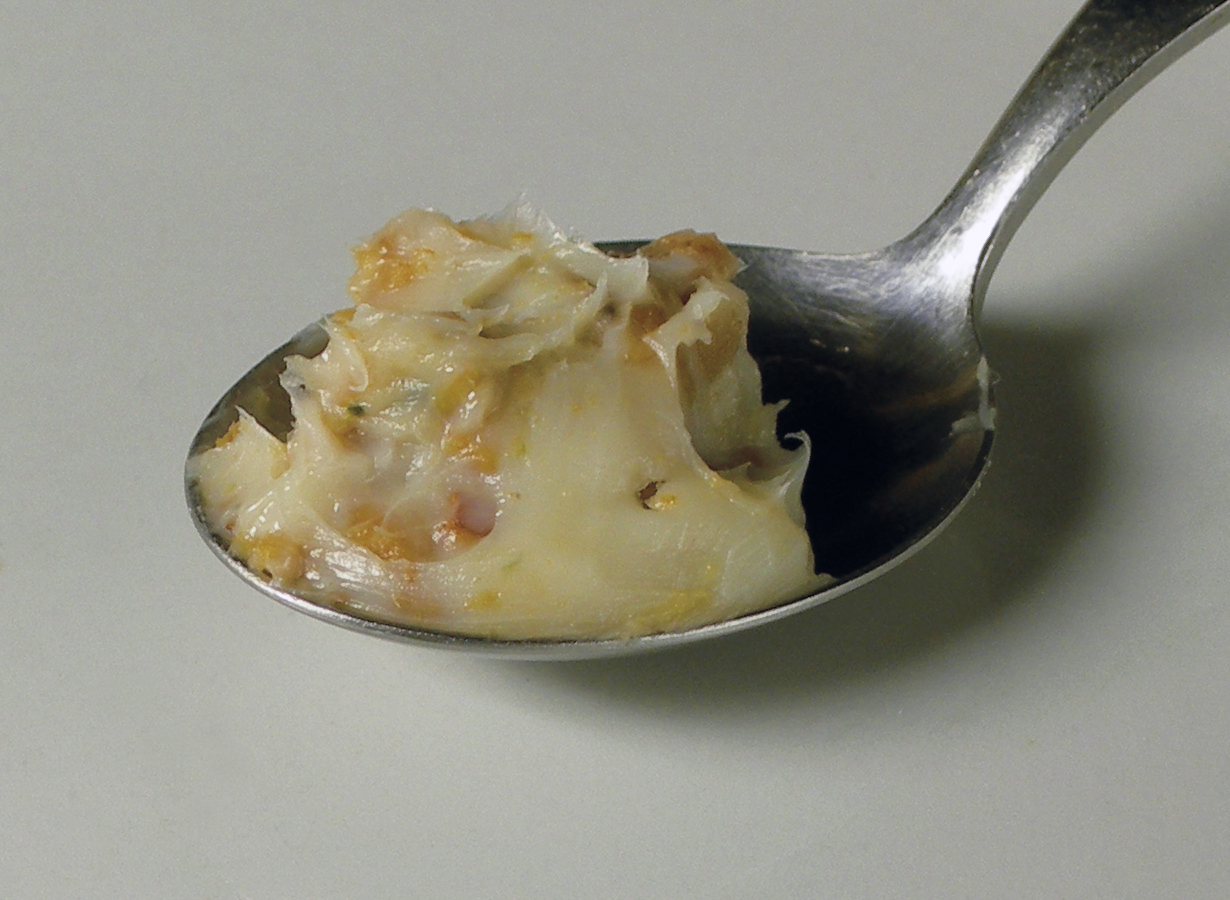
Griebenschmalz vom Schwein

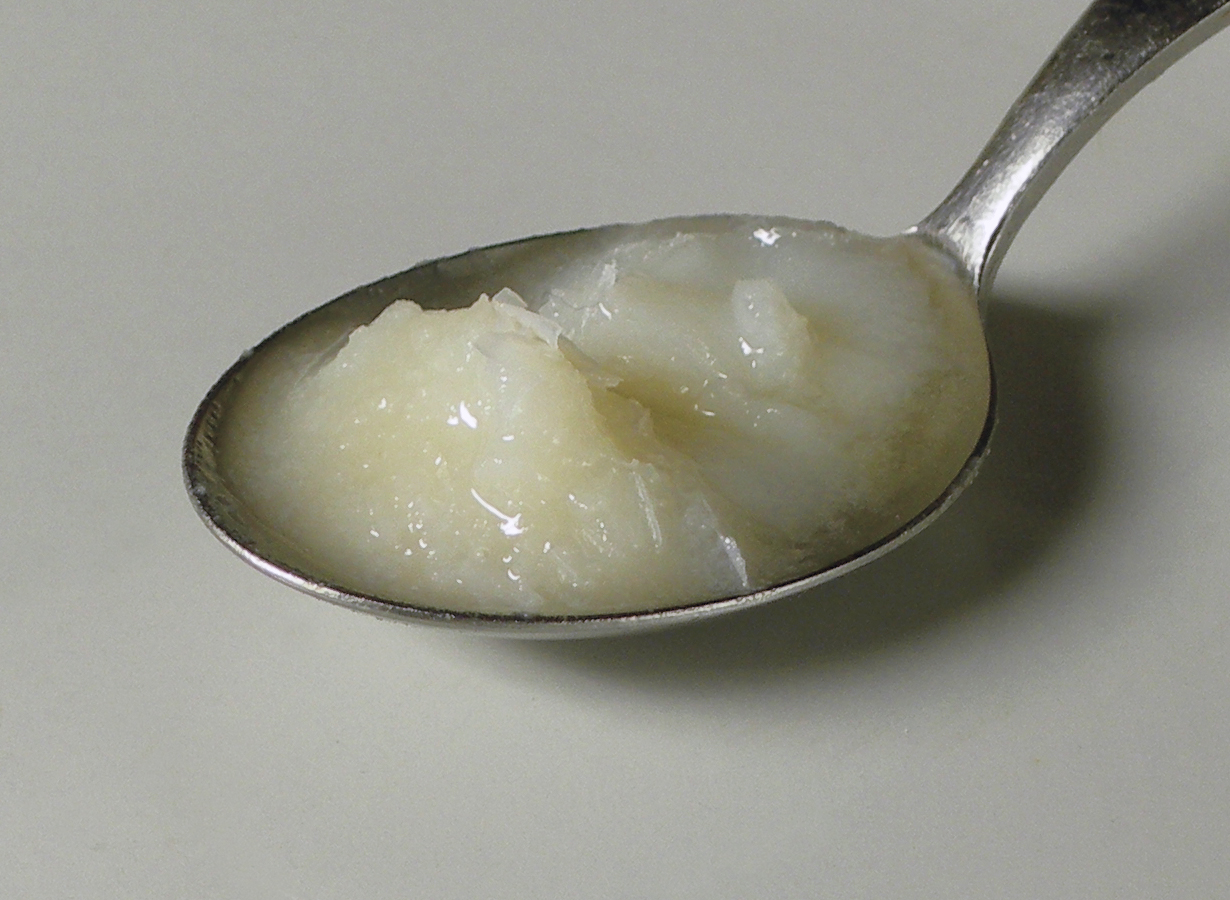
Reines Gänseschmalz

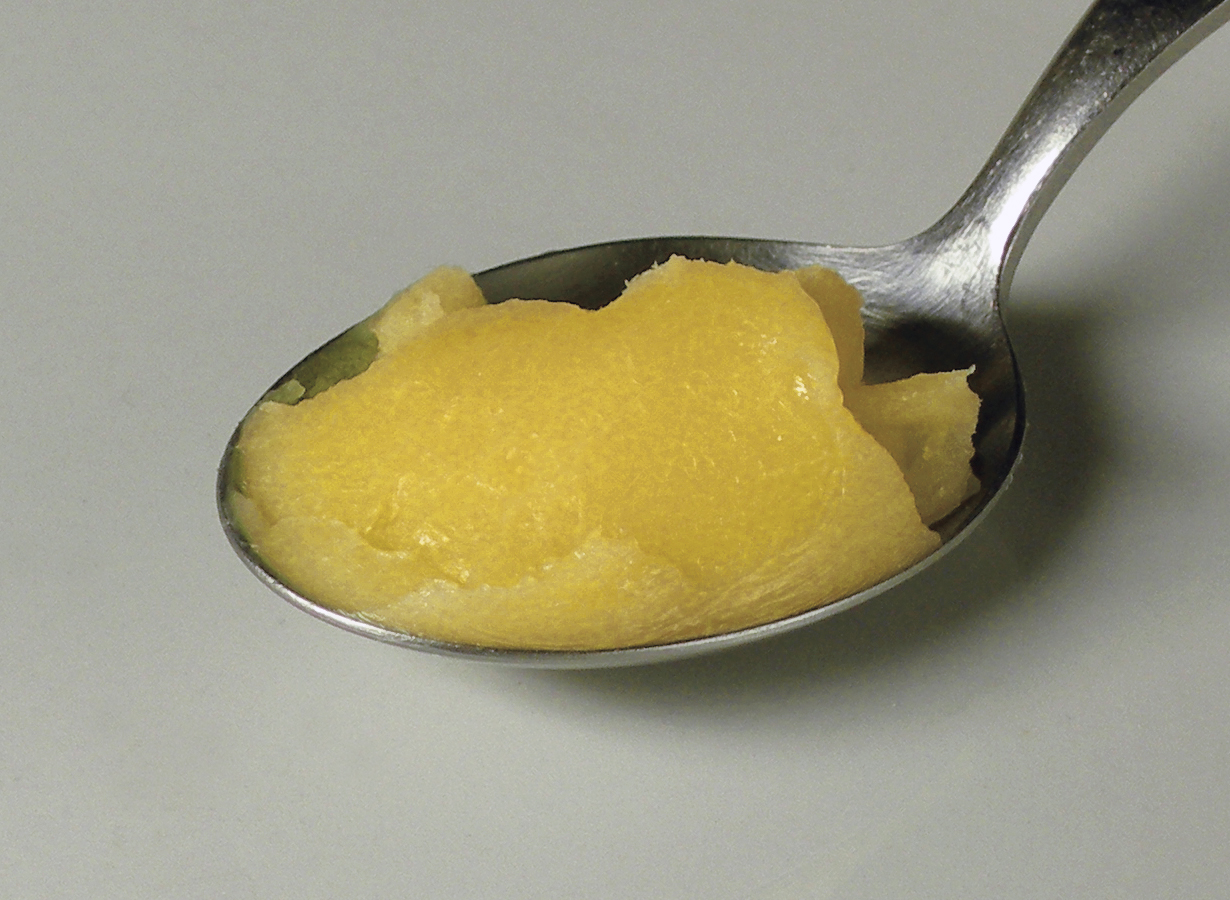
Butterschmalz

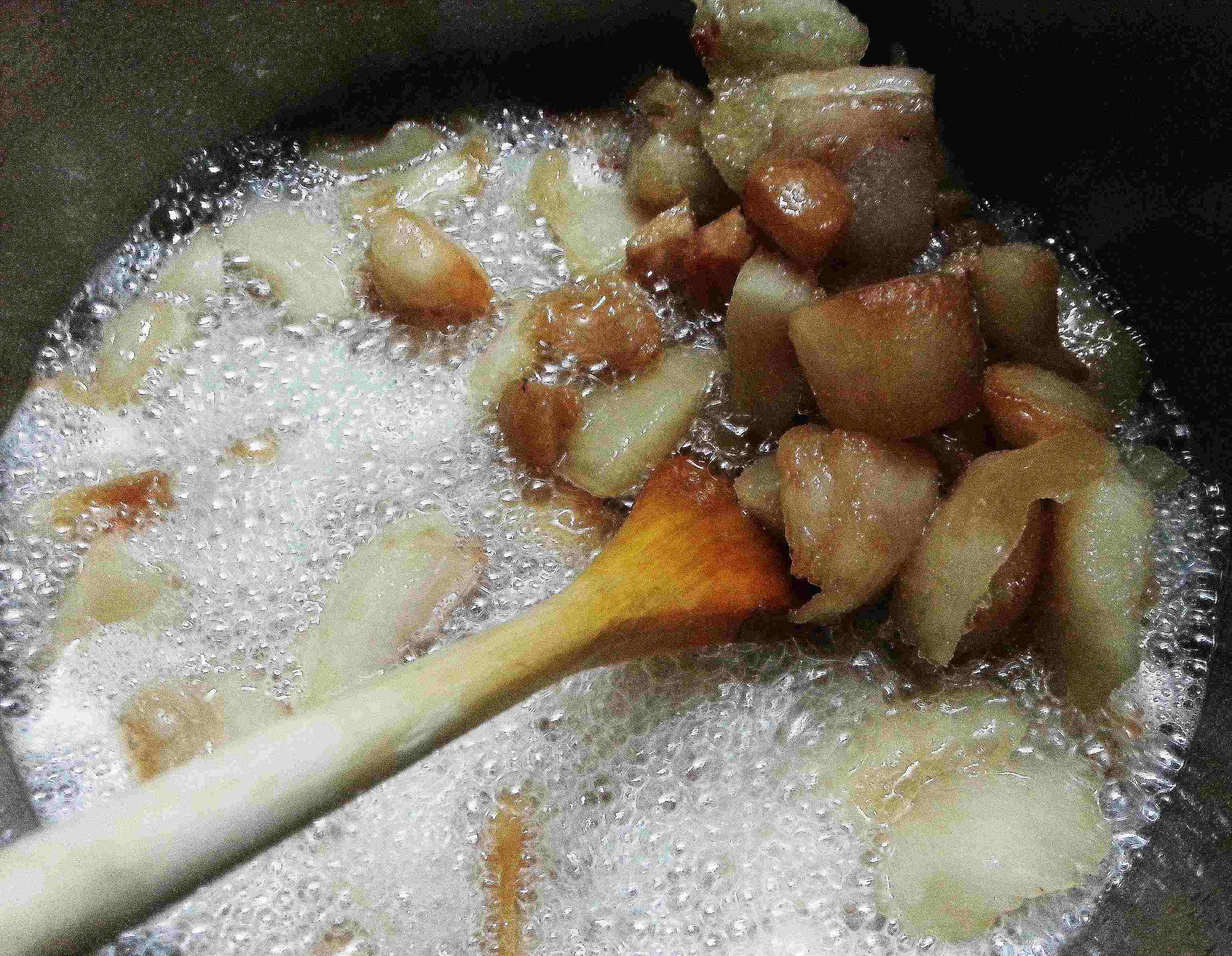
Häusliche Zubereitung von Schweineschmalz und Grieben

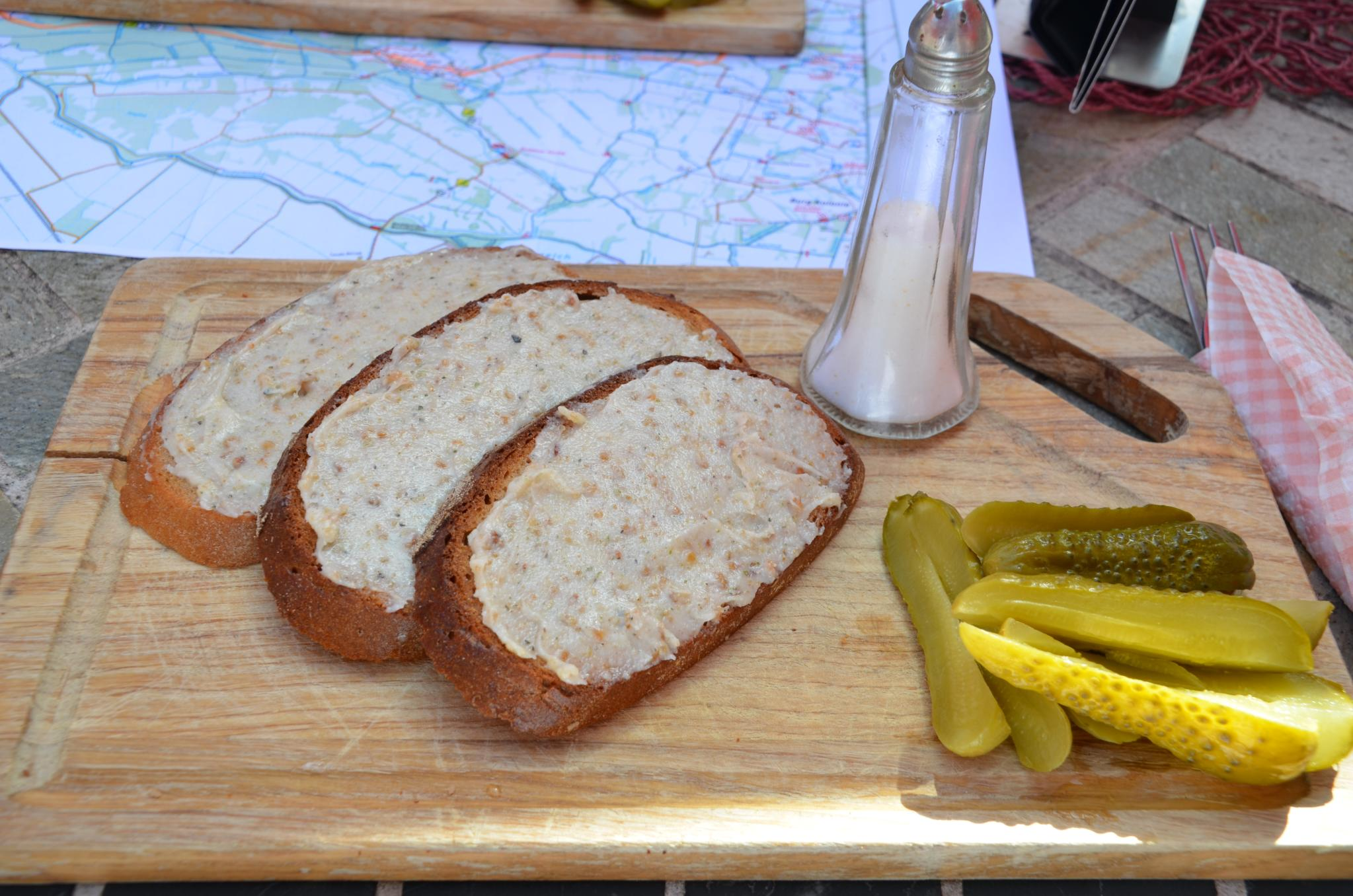
Griebenschmalz als Brotaufstrich

Allgemeine chemische Struktur der Triglyceride von Schmalz. Darin sind R^{1}, R^{2} und R^{3} Alkylreste (ca. 40 %) oder Alkenylreste (ca. 60 %) mit einer meist ungeraden Anzahl von Kohlenstoffatomen. Schmalz ist wie andere Fette und Öle ein Gemisch verschiedener Triester des Glycerins.

Schmalz (von mittelhochdeutsch smalz; verwandt mit schmelzen), auch Schmer (von mittelhochdeutsch smër; verwandt mit schmieren), ist als ausgelassenes tierisches Fett von hochviskoser Konsistenz ein weiterverarbeitetes Schlachtfett, vor allem von Schweinen und Gänsen, früher auch von Hühnern, Enten und Hunden. Das Schlachtfett von Rindern hat einen höheren Schmelzpunkt und wird Talg genannt. Im weiteren Sinne wird auch Butterschmalz zum Schmalz gezählt.

## Herstellung und Zusammensetzung
Um Schmalz herzustellen, wird im Fleischwolf gemahlenes oder kleingeschnittenes Schweine- oder Gänsefett bei mäßiger Temperatur ausgelassen. Bei der industriellen Herstellung werden die fettreichen Teile der Schlachttiere zerkleinert und das Schmalz nach einem der beiden folgenden Verfahren gewonnen: Bei der Trocken-Schmelze werden die Fettstücke in Drucktöpfen, unter Vakuum oder in Rührgefäßen bei geringer Hitze geschmolzen. Bei der Nass-Schmelze wird das Fett unter Druck mit heißem Wasserdampf verflüssigt. Anschließend wird das Schmalz gefiltert und geklärt.
Schmalz ist ein Gemisch von Triglyceriden mit gesättigten und ungesättigten Fettsäuren. Der Anteil der ungesättigten Fettsäuren überwiegt mit etwa 60 %, und davon sind rund 10 % mehrfach ungesättigte Fettsäuren.

## Verwendung
Wegen seines ausgeprägten Aromas wird Schmalz vor allem deftigen Gerichten wie Eintöpfen oder Braten zugegeben. Beliebt ist es als Aufstrich für kräftiges Mischbrot (Schmalzbrot, in mitteldeutschen Mundarten auch Fettbemme). Traditionell wird auch Kuchenteig etwas Schmalz hinzugefügt, um den Geschmack zu verbessern, oder es werden – wie beim schwäbischen Zwiebelkuchen – vor dem Backen Schmalzflöckchen auf dem Kuchen verteilt.
Da das Fett durch den Entzug von Wasser und Proteinen kaum verdirbt, kann Schmalz, soweit kühl und dunkel gelagert, durch Luftabschluss auch zur Konservierung von gegartem Fleisch verwendet werden (wie bei Pottsuse, Verhackertem oder Rillettes).
Dass der unsachgemäße Umgang mit Schmalz gefährlich ist, war spätestens im 18. Jahrhundert bekannt. So erging zum Beispiel durch die Gesamtverordnung zur Brandverhütung vom 27. November 1783 im Kurfürstentum Trier an die Einwohner und ihre „Weiber“ gemäß § 13 die Anweisung, dass „bey dem Kochen mit Schmalz“ vorsichtig und behutsam umzugehen sei und dass sie „besonders wenn das Schmalz Feuer fanget, kein Wasser dazu giessen, sondern Asch darüber streuen sollen, indem durch ersteres die Flammen heftiger auflodert, durch letzteres aber alsogleich gelöscht wird“.

## Arten

### Schweineschmalz
Schweineschmalz ist perlmuttfarben, sein Schmelzpunkt liegt bei 26 bis 40 °C.

### Flomenschmalz
Flomenschmalz, auch als Liesenschmalz bekannt, wird aus Eingeweidefett von Tieren, insbesondere von Schweinen, hergestellt und ist von besonders feiner Konsistenz. Flomen – im Singular Flom (von mittelniederdeutsch vlôme) – bezeichnet das Fett des Bauchfells und der Nieren.

### Grieben- oder Grammelschmalz
Griebenschmalz wird aus dem Speck (Leder- und -Fett-Haut) von Schweinen hergestellt und enthält noch die Reste der ausgebratenen Speckteile, die „Grieben“ oder (bairisch, österreichisch) „Grammeln“. Es wird häufig zusammen mit Apfel- und Zwiebelwürfeln ausgelassen und mit Majoran und Thymian gewürzt. Diese Zutaten machen Griebenschmalz schneller verderblich als die anderen Arten. Es dient vor allem als Brotaufstrich und zum Braten.
„Große Grammeln“ werden in einigen Alpenregionen hergestellt. Hierbei werden die ausgebratenen Speckteile schwimmend im Fett bei hoher Temperatur knusprig gebraten. Die Stücke sind hierbei mehrere Zentimeter groß.

### Zwiebelschmalz/Apfelschmalz
Zwiebelschmalz und Apfelschmalz sind Schmalzsorten mit Zwiebeln und/oder Äpfeln, mit und ohne Grieben/Grammeln.

### Gänseschmalz
Gänseschmalz ist etwas gelblicher als Schweineschmalz und hat einen typischen Geschmack. Es wird aus Gänseflomen, dem Bauchfettgewebe der Gans, hergestellt. Da es bereits bei 25 °C schmilzt, wird es häufig mit etwas Schweineschmalz oder Rindertalg gemischt, um den Schmelzpunkt zu erhöhen. Der Anteil muss auf der Packung angegeben werden.
Gänseschmalz zeichnet sich durch einen vergleichsweise hohen Gehalt an ungesättigten Fettsäuren aus. So liegt der Anteil von einfach ungesättigten Fettsäuren bei 58,1 % und von mehrfach ungesättigten Fettsäuren bei 10,5 %, der Anteil der gesättigten Fettsäuren liegt bei 28,4 %.
Siehe auch: Gänseflomen (Brotaufstrich)

### Butterschmalz
Butterschmalz wird durch sanftes Kochen von Butter hergestellt. Dabei werden ebenfalls Wasser und Proteine entzogen, was die Haltbarkeit erhöht und eine stärkere Erhitzung als bei Butter erlaubt.

### Vegetarisches Schmalz
Vegetarisches Schmalz ist ein Imitat von gewürztem Griebenschmalz auf Basis von Pflanzenfetten.

## Analytische Kennzahlen
Der Schmelzbereich von Schmalz liegt meist zwischen 34 und 48 °C, die Iodzahl zwischen 50 und 70 und die Verseifungszahl zwischen 196 und 200.